# Museum van Kunstnijverheid (Haarlem)

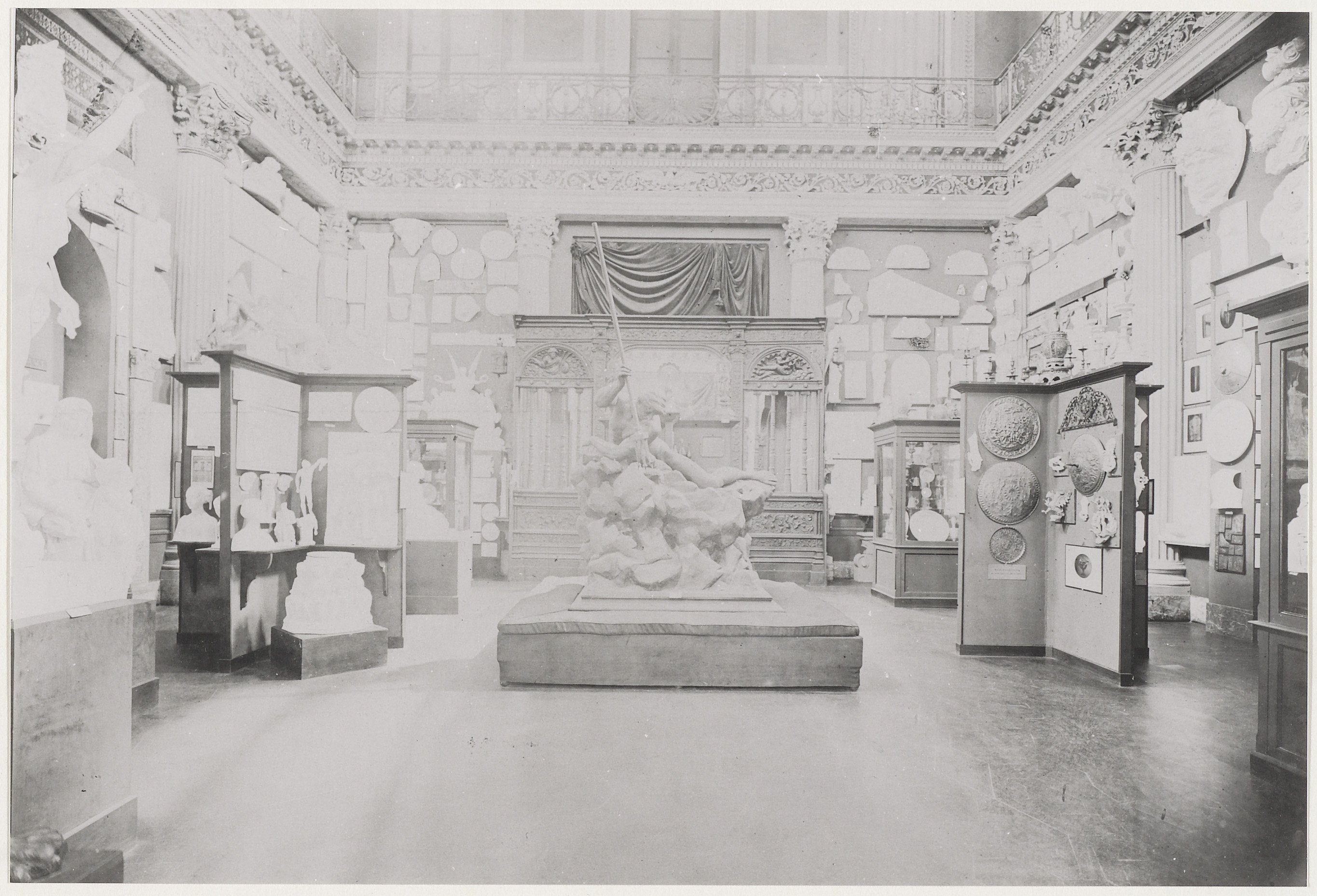
De grote middenzaal met gipsafgietsels

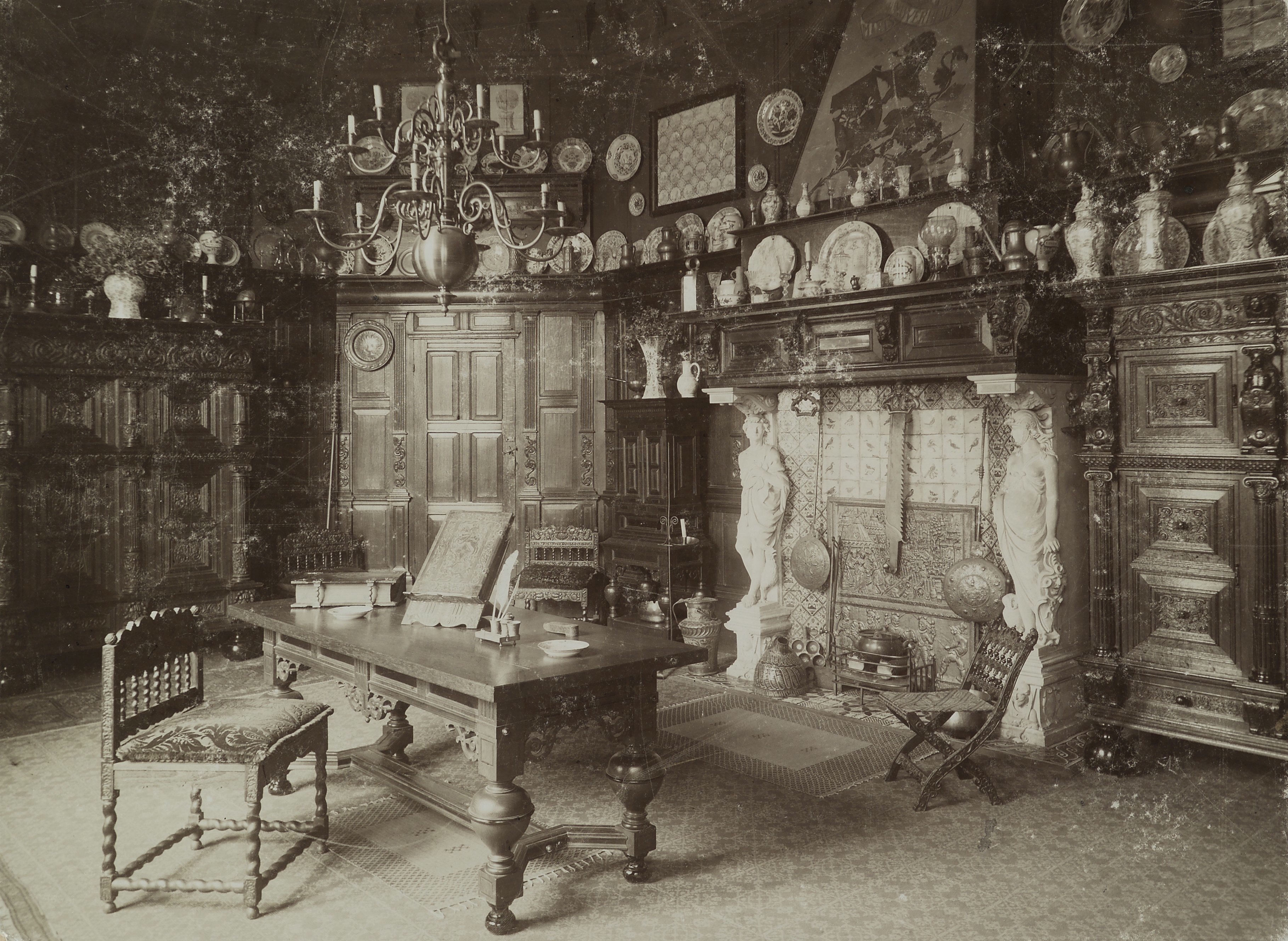
Interieur raadzaal, jaren 1920

Het Museum van Kunstnijverheid in Haarlem was van 1877 tot 1926 een museum voor toegepaste kunst. Het was gevestigd in de bovenzalen van Paviljoen Welgelegen.

## Geschiedenis
In 1872 besloot de Nederlandse Maatschappij ter bevordering van Nijverheid tijdens haar ledenvergadering tot oprichting van een Museum voor Kunst toegepast op Nijverheid ter gelegenheid van het vieren van haar aanstaande eeuwfeest in 1877. In 1875 werd een museumcommissie opgericht bestaande uit A.J. Enschedé, A.C. Kruseman, V.S.M. van der Willigen, S.J. Graaf van Limburg Stirum en F.W. van Eeden.
Aan het museum werd door de museumcommissie in januari 1879 ook een kunstopleiding verbonden, de School voor Bouwkunde, Versierende Kunsten en Kunstambachten. Vanaf 1918 heette het museum Museum voor Moderne Kunstnijverheid Haarlem.
In 1926 werd paviljoen Welgelegen herbestemd tot provinciehuis. Er werd gepoogd het museum onder te brengen in het rijksgebouw aan de Jansstraat waar het provinciaal bestuur tot dan toe gevestigd was of de Vleeshal. De collectie werd in afwachting daarvan uitgeleend aan andere musea waaronder het Allard Pierson Museum en het Stedelijk Museum in Amsterdam. De bibliotheek verhuisde naar het Prinsenhof bij het stadhuis. In 1935 werd het museum definitief opgeheven. De bibliotheek werd aan de gemeente Amsterdam geschonken.

## Collectie
In de eerste zaal waren gipsafgietsels van Griekse en Romeinse sculpturen te vinden. De hoge middenzaal toonde afgietsels van Arabische en Moorse ornamenten, Romaanse en Gotische kunst en voorbeelden uit de Italiaanse, Franse, Duitse, Vlaamse en Nederlandse renaissance. In de derde zaal bevonden zich ornamenten, Hindeloper huisraad en tapijten. In kleinere kamers was metaalwerk, textiel, glas, aardewerk, hout en leer te zien.

## Directeuren
- Frederik Willem van Eeden (1877-1899)
- Eduard August von Saher (1899-1918)[6]
- Otto van Tussenbroek (1918-1923)
- Willem Penaat (1923-1925)[7]

## Tentoonstellingen (selectie)
- Werken van Walter Crane, 1903
- Kunstnaaldwerk, 1904

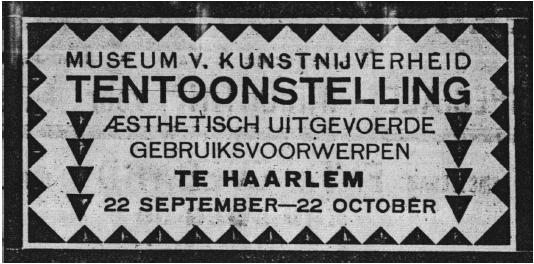
Aankondiging in het Haarlems Dagblad voor de tentoonstelling Aesthetisch uitgevoerde gebruiksvoorwerpen in 1919

- De kunst bij het opvoeden van het kind, 1905
- Medailles en plaquetten, 1913
- Tentoonstelling van moderne kunst, 1913
- Silhouetten, benevens bronswerk van Hugo Elmquist te Florence, 1913
- Decoratieve en toegepaste kunst: werken van "de Belgische vrouw", 1914
- Tuinarchitectuur, bouwkunst en toegepaste schilderkunst van Louis van der Swaelmen en Jan Pauw, samenwerkende architecturen Brussel-Amsterdam, 1916
- Aesthetisch uitgevoerde gebruiksvoorwerpen, 1919
- Weefkunst en ceramiek, 1920
- Ontwikkeling der boekdrukkunst in Nederland, 1923
- Rädecker en Van Konijnenburg, 20 september-12 oktober 1924.